# Arvid Syberg
Arvid Henry Syberg, född 17 september 1875 i Stockholm, död 17 april 1932 i Malmö, var en svensk ingenjör.
Efter avgångsexamen från Kungliga Tekniska högskolan i Stockholm 1896 var Syberg anställd vid Munktells Mekaniska Verkstad i Eskilstuna 1896–1897, vid Mälarvarvet i Stockholm 1897–1900 och hos Burmeister & Wain i Köpenhamn 1900–1915. Han var slutligen varvsingenjör vid Kockums Mekaniska Verkstad i Malmö från 1915 intill sin död. Syberg är begravd på Östra kyrkogården i Malmö.